# Un ballo in maschera (kadrilj)
Un ballo in maschera, op. 272, är en kadrilj av Johann Strauss den yngre. Den spelades första gången den 8 maj 1862 i Pavlovsk i Ryssland.

## Historia
Förutom att förse publiken med den sedvanliga lättsamma dansmusiken vid konserter och baler fullföljde även bröderna Strauss den viktiga uppgiften att introducera utdrag ur nya operor som stora delar av publiken annars inte skulle ha haft möjlighet att höra. Bröderna var dessutom kapabla att arrangera melodier från operor till kadriljer, en av tidens mest populäraste dansformer. Så var fallet med Giuseppe Verdis opera Un ballo in maschera (Maskeradbalen). Den hade haft premiär i Rom 1858 men sattes inte upp i Wien förrän nästan åtta år senare 1864. Men i Sankt Petersburg hade den framförts i december 1861. Musiken var alltså redan känd i den ryska huvudstaden när Strauss presenterade sin kadrilj i Pavlovsk den 8 maj 1862. I Wien fick man höra kadriljen först den 21 december 1862 vid en konsert i Volksgarten.

## Om kadriljen
Speltiden är ca 5 minuter och 58 sekunder plus minus några sekunder beroende på dirigentens musikaliska tolkning.

## Weblänkar
- Un ballo in maschera i Naxos-utgåvan.